# Uma exsul
Uma exsul är en ödleart som beskrevs av Schmidt och Bogert 1947. Uma exsul ingår i släktet Uma och familjen Phrynosomatidae. Inga underarter finns listade i Catalogue of Life. Artepitet exul i det vetenskapliga namnet syftar på en person som påtvingades landsförvisning. Ödlan är geografisk isolerad från andra ödlor.
Denna ödla liknar Uma scoparia i utseende. Den har även drag som påminner om släktena Holbrookia och Callisaurus. Typisk är svarta tvärstrimmor på ryggen. På bukens centrum finns en fläck. Påfallande är runda svarta fläckar på axlarna. Ödlans grundfärg är gulbrun.
Arten förekommer i delstaten Coahuila i nordöstra Mexiko. Den lever på sanddyner som är täckta av buskskog.
Beståndet hotas av landskapets omvandling till jordbruksmark och av dagbrott där sand utvinns. Utbredningsomradet är maximal 70 km² stort.IUCN kategoriserar arten globalt som starkt hotad.